# Боинг 757
Боинг 757 (на английски: Boeing 757) е теснофюзелажен самолет, проектиран и произвеждан от Боинг (Boeing Commercial Airplanes) от 1980-те години до 2004 г.
Моделът се явява наследник на Боинг 727, като поръчка за построяването му е получена през август 1978 г. Прототипът прави първия си полет на 19 февруари 1982 г., а на 21 декември 1982 г. е сертифициран. Първите бройки Боинг 757-200 са поръчани от авиолинията Eastern Air Lines и са въведени в експлоатация на 1 януари 1983 г. Товарен вариант влиза на служба през септември 1987 г., а комби модел се появява през септември следващата година.
Удълженият модел 757-300 е построен през септември 1996 г. и е пуснат в експлоатация през март 1996 г. След като са построени 1050 бройки за 54 клиенти, производството на Боинг 757 е преустановено през октомври 2004 г.
Самолетът се захранва от два реактивни подкрилни турбовентилаторни двигателя (163 – 193 kN) Rolls-Royce RB211 или Pratt & Whitney PW2000, които предоставят максимална полетна маса от 116 – 124 тона. Освен това той разполага със свръхкритични крила с площ 185 m2 за по-малко въздушно съпротивление, както и стандартна опашка. Той е съхранил напречното сечение на Боинг 707, а двучленната му стъклена кабина е разработвана заедно с широкофюзелажния Боинг 767. Самолетът е произвеждан в две фюзелажни дължини: 47,3-метровият 757-200 (най-популярният, с 913 произведени бройки), който побира 200 пътници и има обсег до 7250 km, и 54,4-метровият 757-300, който побира 243 пътници и лети на разстояние до 6295 km. Вариантът 757-200F може да пренесе 32 755 kg на разстояние до 5435 km. Пътническите 757-200 са модифицирани за товарни превози.
Сред големите клиенти на Боинг 757 са американски и европейски авиолинии и товарни превозвачи. Използва се най-вече за полети със среден обсег, свързващи източното и западното крайбрежия на САЩ. Частни и държавни оператори са персонализирали самолета за ВИП превози, като по този начин са създадени варианти като американския Боинг C-32 за превоз на военни лица.
Към юли 2017 г. в експлоатация са общо 666 самолета Боинг 757, като с най-много бройки разполага Delta Air Lines – 127. Към юни 2019 г. самолетът е участвал в общо 11 авиационни произшествия, от които 8 са разбивания с фатален край.